# Аненто
Аненто (ісп. Anento) — муніципалітет в Іспанії, у складі автономної спільноти Арагон, у провінції Сарагоса. Населення — 136 осіб (2010).
Муніципалітет розташований на відстані близько 210 км на схід від Мадрида, 75 км на південний захід від Сарагоси.

## Демографія
Динаміка населення (INE ):